# قرط القرد الكيزي
قرط القر الكيزي (الاسم العلمي: Pithecellobium keyense)، المعروف باسم الخرزة السوداء فلوريدا كيز أو قرط القرد فلوريدا كيز، هو نوع من النباتات المُزهرة ينتمي إلى فصيلة البقولية. اسم النوع العلمي مُسمى على أرخبيل فلوريدا كيز.

## التوزيع والموئل
موطنها الأصلي جزر الباهاما، وبليز، وكوبا، والمكسيك (في ولايتي كينتانا رو ويوكاتان)، وولاية فلوريدا الأمريكية. تنمو عادةً فوق ركائز الرمل والحجر الجيري، وغالبًا بالقرب من المناطق الساحلية. وهي نوع شائع في معظم نطاقها.

## الوصف
هي شجيرة أو شجرة صغيرة. أوراقها مركبة ريشية، تحتوي على 2-4 وريقات. الأوراق دائمة الخضرة وذات ملمس جلدي. تنتج أزهارًا في رؤوس، وتتراوح ألوانها من الأبيض إلى الوردي. ثمارها قرنية طويلة ملتفة

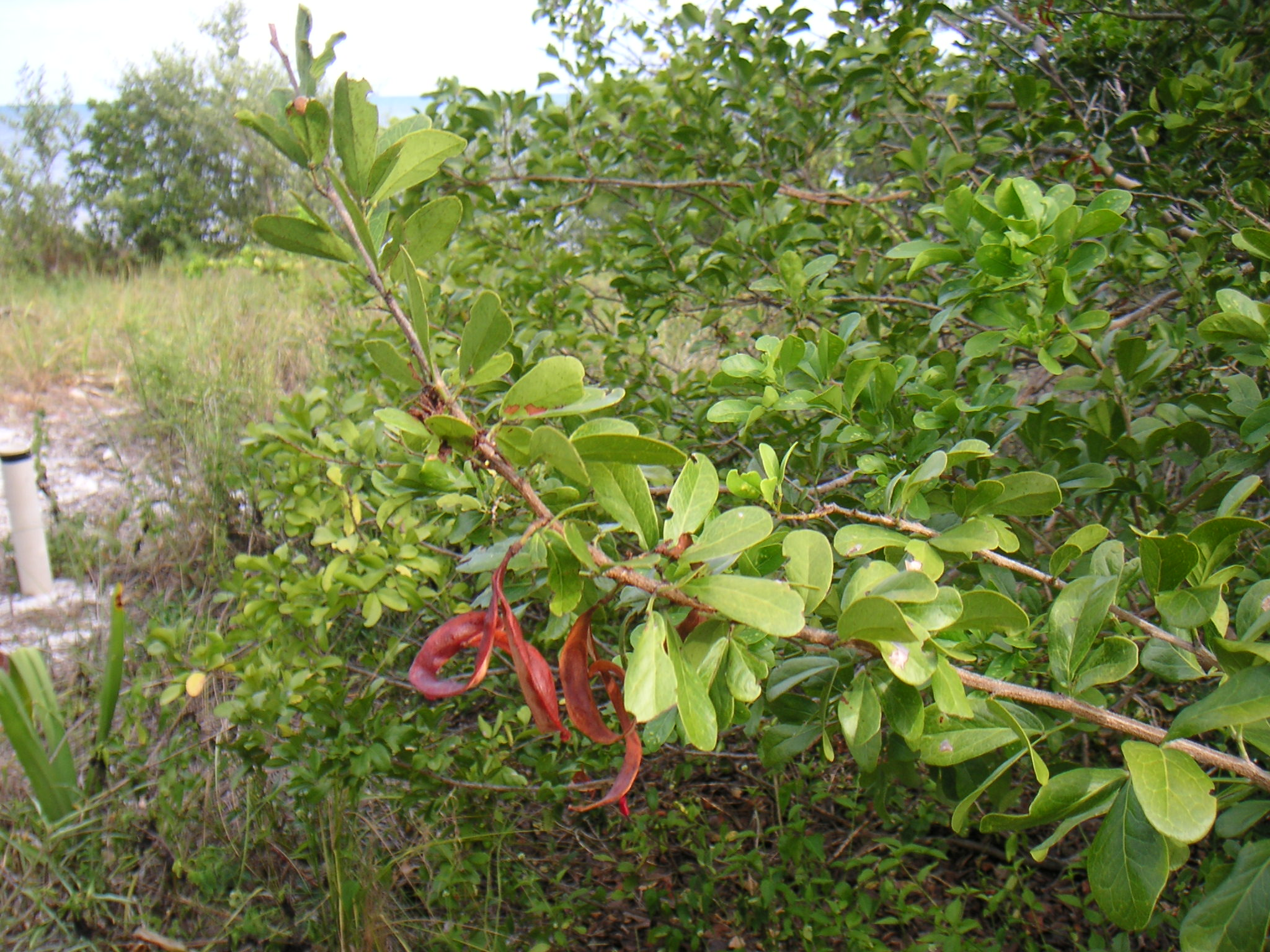
عينة مثمرة